# Билли Саммерс
«Билли Саммерс» (англ. Billy Summers) — детективный роман американского писателя Стивена Кинга, опубликованный в 2021 году. Стал бестселлером и был высоко оценён критиками. В 2022 году началась работа над экранизацией.

## Сюжет
Главный герой романа — 44-летний Уильям (Билли) Саммерс, профессиональный киллер, который соглашается устранять только «плохих людей». Когда он решает отойти от дел и начать новую жизнь, мафиози Ник Маджарян предлагает ему последнее задание за два миллиона долларов. Билли должен убить Джоэла Аллена — ещё одного киллера, арестованного за убийство человека, который обыграл его в покер. После ареста Аллен заявил, что обладает ценной информацией, благодаря которой сможет избежать смертной казни, и неназванный партнёр Ника решает не допустить этого. Планируется, что Билли под видом начинающего писателя Дэвида Локриджа, работающего над книгой, приедет в Ред-Блафф (Калифорния) и застрелит Аллена из окна своего офиса.
Когда Ник предлагает Билли свой план побега после убийства Аллена, тот понимает, что его хотят устранить, и разрабатывает собственный план. В ожидании Аллена, которого должны привезти на заседание суда, Билли обживается в Ред-Блаффе и начинает работу над книгой. Он пишет о своей жизни, начиная с гибели 9-летней сестры Кэтрин: девочку убил пьяный бойфренд матери, 11-летний Билли застрелил убийцу из его же пистолета, позже оказался в приёмной семье после лишения матери родительских прав, а в 17 лет присоединился к морской пехоте. Билли убивает Аллена, затем скрывается и «ложится на дно» в заранее снятой квартире. Ник не выплачивает ему оставшиеся полтора миллиона долларов, к тому же за его голову назначают награду в шесть миллионов.
Однажды Саммерс видит из окна квартиры, как трое парней выбрасывают из фургона полумёртвую девушку. Он её спасает. Девушка, 21-летняя Элис Максуэлл, узнаёт в Билли убийцу Аллена, но остаётся с ним из-за страха, что её мучители могут вернуться. Саммерс продолжает писать книгу, рассказывая о службе в морской пехоте. Он пишет об участии в войне в Ираке и случившемся там инциденте, когда большинство товарищей Билли было убито при проверке одного дома; Джон Кэппс, оказавшийся в числе выживших, впоследствии устроил Билли на его первую работу в качестве киллера.
Перед отъездом из Ред-Блаффа Саммерс решает отомстить напавшим на Элис. Он врывается в их квартиру, двух насильников заставляет извиниться, а их лидера «наказывает» при помощи ручного миксера. Билли едет с Элис через всю страну, проникает в особняк Маджаряна в Лас-Вегасе, Саммерс убивает двоих его людей и серьёзно ранит Фрэнка Макинтоша («правую руку» Ника). Он добивается от Ника обещания выплатить ему полтора миллиона долларов и сообщить заказчику, что Саммерс мёртв. Ник признаётся, что заказчик — 75-летний медиамагнат Роджер Клэрк. Прежде он заказал Аллену убийство своего старшего сына Патрика, который уличил отца в педофилии и шантажировал его в обмен на получение наследства, Аллен после убийства Патрика нашёл компрометирующие фото и хотел рассказать об этом на суде в Ред-Блаффе.
Саммерс дописывает книгу, доведя её до настоящего времени. Вместе с Элис он убивает Клэрка в его поместье. Внезапно появляется Мардж Макинтош (мать Фрэнка) и стреляет в Билли. Тот убивает её, но сам получает пулю. Во время остановки в мотеле он убеждает Элис в необходимости расставания, так как иначе она может стать плохим человеком, и уходит, надеясь стать писателем и искупить зло, которое причинил. Затем выясняется, что последняя часть истории Саммерса написана Элис, так как Билли умер от раны. В финале Элис посещает могилу Билли в колорадском лесу и говорит ему, что решила стать писательницей, а по дороге домой придумывает сюжет своего первого романа — о горном отеле с живущими в нём призраками.

## Публикация и оценки
Стивен Кинг впервые рассказал о своей новой книге в апреле 2020 года в интервью на «National Public Radio». В том же месяце, разговаривая во время стрима с Джоном Гришемом, он уточнил, что это будет криминальный роман о наёмном убийце.
Официально роман «Билли Саммерс» был анонсирован 28 января 2021 года на страницах журнала «Entertainment Weekly». Он была опубликован 3 августа 2021 года издательством «Scribner».
Сразу после выхода в свет роман оказался на первом месте в списке бестселлеров художественной литературы New York Times. Джон Дагдейл из The Sunday Times написал восторженную рецензию: по его словам, «дисциплинированный и предприимчивый, одинаково хорошо справляющийся с боевыми сценами и глубоким психологизмом, Кинг показывает этим романом, что в свои 73 года он находится на вершине карьеры». Нил Макроберт из The Guardian назвал «Билли Саммерса» «лучшей книгой Кинга за последние годы», похвалив «стиль мускулистого, обострённого реализма».

## Адаптации
В феврале 2022 года было объявлено о планах экранизировать роман в формате 10-серийного сериала. Продюсерами проекта стали Джей Джей Абрамс, Стивен Кинг, Эдвард Цвик и Маршалл Херсковиц. В приуроченном к выходу романа интервью журналу «Rolling Stone» Кинг назвал актёра Джейка Джилленхола хорошим кандидатом на главную роль.
В феврале 2023 года киностудия Warner Bros. купила права на экранизацию романа, превратив её из сериала в полнометражный фильм. Съёмки фильма пройдут при содействии киностудий «Bad Robot Productions» Джея Джея Абрамса и «Appian Way» Леонардо Ди Каприо.
В 2021 году вышли разные аудиоверсии романа;
- англоязычное издание — текст читает Пол Спаркс;
- русскоязычное издание — текст читает Игорь Князев (2021).